# San Daniele del Friuli
San Daniele del Friuli (friülà San Denêl) és un municipi italià, dins de la província d'Udine. L'any 2007 tenia 8.152 habitants. Limita amb els municipis de Dignano, Forgaria nel Friuli, Majano, Osoppo, Pinzano al Tagliamento (PN), Ragogna, Rive d'Arcano i Spilimbergo (PN).

## Administració
| Període | Identitat            | Partit        |
| ------- | -------------------- | ------------- |
| 2004-   | Gino Marco Pascolini | Llista cívica |

## Enllaços exgterns
- Oficina turística